# Дирлов, Джек
Джек Гилрой Дирлов (англ. Jack Gilroy Dearlove; 5 июня 1911, Фулем, Лондонское графство — 11 июля 1967, Бромли, Большой Лондон) — британский гребной рулевой, выступавший за сборные Англии и Великобритании по академической гребле в конце 1940-х — начале 1950-х годов. Серебряный призёр летних Олимпийских игр в Лондоне, обладатель бронзовой медали Игр Британской империи.

## Биография
Джек Дирлов родился 5 июня 1911 года в Фулеме, Лондон.
Учился в школе Lynton House в Западном Лондоне. В возрасте 13 лет в результате дорожно-транспортного происшествия получил серьёзные травмы, и врачи вынуждены были ампутировать ему правую ногу.
Впоследствии занимался академической греблей, исполняя роль рулевого. Наивысшего успеха на этом поприще добился в 1948 году, когда вместе с гребцами Кембриджского университета вошёл в основной состав британской национальной сборной и удостоился права защищать честь страны на домашних летних Олимпийских играх в Лондоне. В составе экипажа-восьмёрки, куда также вошли Кристофер Бартон, Майкл Лапейдж, Гай Ричардсон, Пол Берчер, Пол Мэсси, Чарльз Ллойд, Джон Мейрик и Альфред Меллоус, благополучно преодолел предварительный квалификационный этап, взяв верх над командами Норвегии и Дании, затем на стадии полуфиналов прошёл команду Канады. Британские гребцы считались здесь единственными достойными соперниками для главных фаворитов соревнований американцев, представителей Калифорнийского университета в Беркли, однако в решающем финальном заезде конкурентной борьбы не получилось — британцы отстали более чем на десять секунд и вынуждены были довольствоваться серебряными олимпийскими медалями.
В 1950 году Джек Дирлов в составе сборной Англии побывал на Играх Британской империи в Окленде, откуда привёз награду бронзового достоинства, выигранную в программе восьмёрок — в финале уступил командам из Австралии и Новой Зеландии.
Его сын Ричард Дирлов возглавлял Секретную разведывательную службу, являлся сотрудником аппарата правительства, а позже занимал должность главы Пемброк-колледжа в Кембридже.
Умер 11 июля 1967 года в Бромли возрасте 56 лет.